# Alenka Gabrič
Alenka Gabrič, slovenska kemičarka, profesorica in avtorica,  * 24. april 1961, Kočevje, †  2008, Kočevje.
Bila je profesorica kemije na Gimnaziji Kočevje in predsednica Rotary kluba Kočevje. Umrla je v času predsedovanja Rotary kluba Kočevje, zato so po njej imenovali Fundacijo mag. Alenke Gabrič, ki podeljuje štipendije nadarjenim dijakom in študentom. Bila je tudi avtorica oziroma soavtorica številnih učbenikov za kemijo.